# إيدريام بيهومنانا
إيدريام يیهومِنانا (بالإنجليزية: Adriambahomanana)‏ في الأساطير الأفريقية، هو الرجل الأول في ميثولوجيا مدغشقر. عندما رأى الرب أن للرجل الأول وزوجته إدريا ماهيلايا أولادًا كثيرين، بل رأى أن لهما أحفادًا كثيرين، طلب منهما أن يختارا أي نوع من الموت يريدان. طلب الرجل أن يموت كما تموت نبتة الموز (التي سرعان ما تثمر بديلا عنها) وأرسلت زوجته إلى القمر، حيث تموت كل شهر لتولد في الشهر التالي ثانية. 